# Taça de Portugal 2012/13
Die Taça de Portugal 2012/13 war die 73. Austragung des portugiesischen Pokalwettbewerbs. Er wurde vom portugiesischen Fußballverband ausgetragen. Pokalsieger wurde Vitória Guimarães, das sich im Finale gegen Benfica Lissabon durchsetzte. Guimarães qualifizierte sich mit dem Sieg für die Gruppenphase der UEFA Europa League 2013/14.
Das Halbfinale wurden in Hin- und Rückspiel ausgetragen. Alle anderen Begegnungen wurden in einem Spiel entschieden. Bei unentschiedenem Ausgang wurde das Spiel um zweimal 15 Minuten verlängert, und wenn nötig im anschließenden Elfmeterschießen entschieden.

## Teilnehmende Teams
| Primeira Liga (16) | Primeira Liga (16) | Segunda Liga (16) | Segunda Liga (16) |
| --- | --- | --- | --- |
| - Académica de Coimbra - SC Beira-Mar - Benfica Lissabon - Sporting Braga - GD Estoril Praia - Nacional Funchal - Marítimo Funchal - Gil Vicente FC | - Moreirense FC - SC Olhanense - FC Paços de Ferreira - FC Porto - Rio Ave FC - Sporting Lissabon - Vitória Guimarães - Vitória Setúbal | - FC Arouca - Atlético CP - Belenenses Lissabon - SC Covilhã - Desportivo Aves - CD Feirense - SC Freamunde - Leixões SC | - Naval 1º de Maio - UD Oliveirense - FC Penafiel - Portimonense SC - CD Santa Clara - CD Trofense - CD Tondela - União Madeira |
| Segunda Divisão (48) | | | |
| - Académico de Viseu FC - Amarante FC * - Anadia FC * - Boavista Porto - CF Benfica - Benfica e Castelo Branco * - SC Bustelo - AD Carregado - Casa Pia AC * - FC Cesarense - GD Chaves - CD Cinfães | - SC Coimbrões * - SU 1º Dezembro * - SC Espinho - AD Fafe * - FC Famalicão - SC Farense - CD Fátima - Gondomar SC - FC Infesta - GD Joane - AD Limianos - Louletano DC | - SC Lusitânia - CD Mafra - SC Mirandela - AD Nogueirense - AD Oeiras - CD Operário - Clube Oriental de Lisboa - Padroense FC * - FC Pampilhosa * - CD Pinhalnovense - CDR Quarteirense * - CD Ribeira Brava | - GD Ribeirão - SC São João de Ver - Sertanense FC - FC Tirsense - UD Tocha * - SC União Torreense - GD Tourizense - União Leiria - União Sousense - Varzim SC - Vilaverdense FC - FC Vizela |
| Terceira Divisão (82) | | | |
| - ADRC Aguiar Beira * - SC Alba - AC Alcanenense - GC Alcobaça - SC Mineiro Aljustrelense - Amora FC * - SC Angrense - AA Avanca - FC Barreirense - GD Fabril do Barreiro - SC Barreiro - Associação Beneditense CD - GD Bragança - Caçadores Taipas - Caldas SC - SL Cartaxo * - FC Castrense - Eléctrico Ponte de Sor - CF Esperança Lagos - AD Esposende - CD Estarreja * | - Juventude Évora - FC Felgueiras 1932 - FC Flamengos - Marítimo Graziosa * - AD Grijó - SC Ideal - GD Lagoa * - Leça FC * - Aliados FC Lordelo - SC Lourinhanense - AD Lousada - Lusitano VRSA - SC Maria da Fonte - FC Marinhas - AC Marinhense - SC Melgacense - Merelinense FC - Desportivo de Monção * - GD Monte Trigo - Mortágua FC - Moura AC | - AD Oliveirense * - Oliveira do Bairro SC - GD de Oliveira de Frades - FC Oliveira Hospital - GD Parada - USC Paredes * - FC Pedras Rubras - SC Penalva Castelo * - CDR Penelense - GD Peniche * - CA Pêro Pinheiro - Vitória do Pico * - Sporting Pombal * - AD Ponte da Barca * - SC Praiense - Prainha FC - CD Rabo Peixe - Real SC Queluz - Rebordosa AC - Atlético Reguengos | - Desportivo Ronfe - SG Sacavenense - SC Salgueiros - UD Sampedrense * - CCD Santa Eulália - Santa Maria FC - Santiago FC - Vitória Sernache - GD Sesimbra - GD Serzedelo - GD Sourense * - Sport União Sintrense - URD Tires - CD Torres Novas - CF União de Lamas * - União de Montemor - CF Vasco da Gama - SC Vianense - AC Vila Meã * - SC Vila Real |

## 1. Runde
Teilnehmer waren die 48 Vereine aus der drittklassigen Segunda Divisão und die 82 Vereine aus der Terceira Divisão. Davon erhielten insgesamt 30 Vereine ein Freilos.
| Datum      |                          | Ergebnis              |                           |
| ---------- | ------------------------ | --------------------- | ------------------------- |
| 25.08.2012 | União Sousense           | 2:0                   | Associação Beneditense CD |
| 25.08.2012 | Santiago FC              | 0:2                   | SC Bustelo                |
| 25.08.2012 | SC Barreiro              | 1:0                   | Moura AC                  |
| 25.08.2012 | Académico de Viseu FC    | 6:0                   | Prainha FC                |
| 26.08.2012 | CD Operário              | 3:1                   | SC Vila Real              |
| 26.08.2012 | FC Flamengos             | 0:4                   | Sertanense FC             |
| 26.08.2012 | CCD Santa Eulália        | 3:1 n. V.             | Rebordosa AC              |
| 26.08.2012 | SC Lusitânia             | 0:1                   | Santa Maria FC            |
| 26.08.2012 | GD Joane                 | 0:1                   | AD Limianos               |
| 26.08.2012 | Merelinense FC           | 2:3                   | SC Mirandela              |
| 26.08.2012 | SC Angrense              | 1:2                   | FC Vizela                 |
| 26.08.2012 | FC Tirsense              | 5:1                   | GD Sesimbra               |
| 26.08.2012 | AA Avanca                | 5:0                   | AD Esposende              |
| 26.08.2012 | FC Castrense             | 0:2                   | Eléctrico Ponte de Sor    |
| 26.08.2012 | FC Infesta               | 2:2 n. V. (3:5 i. E.) | GD Chaves                 |
| 26.08.2012 | União de Montemor        | 1:0                   | GD de Oliveira de Frades  |
| 26.08.2012 | AC Marinhense            | 0:6                   | AC Alcanenense            |
| 26.08.2012 | SC Espinho               | 1:0                   | URD Tires                 |
| 26.08.2012 | SC São João de Ver       | 0:1                   | GD Ribeirão               |
| 26.08.2012 | Gondomar SC              | 2:1                   | FC Cesarense              |
| 26.08.2012 | SC Alba                  | 3:4                   | Vilaverdense FC           |
| 26.08.2012 | Clube Oriental de Lisboa | 2:1                   | Juventude Évora           |
| 26.08.2012 | Sport União Sintrense    | 2:1                   | Lusitano VRS              |
| 26.08.2012 | CF Vasco da Gama         | 3:2                   | Caçadores Taipas          |
| 26.08.2012 | FC Pedras Rubras         | 4:1                   | GC Alcobaça               |
| 26.08.2012 | CA Pêro Pinheiro         | 2:1                   | SC Maria da Fonte         |
| 26.08.2012 | Louletano DC             | 4:2                   | GD Bragança               |
| 26.08.2012 | SC Mineiro Aljustrelense | 0:1                   | Atlético Reguengos        |
| 26.08.2012 | SG Sacavenense           | 3:0                   | GD Monte Trigo            |
| 26.08.2012 | SC Lourinhanense         | 1:1 n. V. (4:3 i. E.) | AD Carregado              |
| 26.08.2012 | GD Parada                | 2:3                   | AD Nogueirense            |
| 26.08.2012 | Real SC Queluz           | 0:1                   | CD Cinfães                |
| 26.08.2012 | SC Farense               | 1:0 n. V.             | CD Mafra                  |
| 26.08.2012 | GD Serzedelo             | 0:1                   | Caldas SC                 |
| 26.08.2012 | SC Melgacense            | 2:1 n. V.             | FC Famalicão              |
| 26.08.2012 | FC Barreirense           | 2:2 n. V. (6:7 i. E.) | AD Oeiras                 |
| 26.08.2012 | Desportivo Ronfe         | 1:2                   | CD Pinhalnovense          |
| 26.08.2012 | FC Oliveira Hospital     | 3:2                   | SC Ideal                  |
| 26.08.2012 | CF Esperança Lagos       | 1:1 n. V. (2:4 i. E.) | AD Grijó                  |
| 26.08.2012 | Mortágua FC              | 0:1                   | GD Fabril do Barreiro     |
| 26.08.2012 | CD Fátima                | 2:0                   | Vitória Sernache          |
| 26.08.2012 | SC Praiense              | 2:0                   | CDR Penelense             |
| 26.08.2012 | Oliveira do Bairro SC    | 2:2 n. V. (4:5 i. E.) | Aliados FC Lordelo        |
| 26.08.2012 | SC União Torreense       | 2:2 n. V. (4:5 i. E.) | CF Benfica                |
| 26.08.2012 | SC Vianense              | 0:1                   | FC Felgueiras 1932        |
| 26.08.2012 | CD Rabo Peixe            | 0:2                   | GD Tourizense             |
| 26.08.2012 | AD Lousada               | 1:1 n. V. (2:4 i. E.) | SC Salgueiros             |
| 09.09.2012 | Varzim SC                | 5:1                   | FC Marinhas               |
| 09.09.2012 | União Leiria             | 2:1                   | Boavista Porto            |
| 09.09.2011 | CD Torres Novas          | 1:2                   | CD Ribeira Brava          |

## 2. Runde
Zu den 80 qualifizierten Teams aus der 1. Runde kamen die 16 Vereine aus der zweitklassigen Segunda Liga. Reservemannschaften von Profiklubs waren nicht teilnahmeberechtigt.
| Datum      |                       | Ergebnis                |                          |
| ---------- | --------------------- | ----------------------- | ------------------------ |
| 15.09.2012 | União Madeira         | 3:1                     | Benfica e Castelo Branco |
| 15.09.2012 | SC Barreiro           | 2:3                     | CF União de Lamas        |
| 15.09.2012 | AA Avanca             | 0:3                     | SC Espinho               |
| 15.09.2012 | Atlético CP           | 0:2                     | Naval 1º de Maio         |
| 15.09.2012 | GD Lagoa              | 0:5                     | CD Tondela               |
| 15.09.2012 | CD Feirense           | 2:0                     | Padroense FC             |
| 15.09.2012 | Varzim SC             | 3:0                     | SC Bustelo               |
| 16.09.2012 | CD Operário           | 00:3 1                  | Caldas SC                |
| 16.09.2012 | União Leiria          | 1:0                     | CD Ribeira Brava         |
| 16.09.2012 | UD Tocha              | 1:2                     | AD Nogueirense           |
| 16.09.2012 | GD Tourizense         | 1:1 n. V. (4:1 i. E.)   | Clube Oriental de Lisboa |
| 16.09.2012 | SC Melgacense         | 1:1 n. V. (2:3 i. E.)   | AD Ponte da Barca        |
| 16.09.2012 | CDR Quarteirense      | 2:3                     | SC Farense               |
| 16.09.2012 | GD Fabril do Barreiro | 2:1 n. V.               | USC Paredes              |
| 16.09.2012 | Amarante FC           | 0:3                     | CCD Santa Eulália        |
| 16.09.2012 | AD Limianos           | 4:0                     | Amora FC                 |
| 16.09.2012 | CF Vasco da Gama      | 0:3                     | CD Santa Clara           |
| 16.09.2012 | SC Penalva Castelo    | 1:0                     | GD Peniche               |
| 16.09.2012 | UD Sampedrense        | 0:1                     | SG Sacavenense           |
| 16.09.2012 | AC Alcanenense        | 0:1                     | AD Oliveirense           |
| 16.09.2012 | UD Oliveirense        | 5:1 n. V.               | Sport União Sintrense    |
| 16.09.2012 | Belenenses Lissabon   | 4:0                     | FC Vizela                |
| 16.09.2012 | Leixões SC            | 4:1                     | Leça FC                  |
| 16.09.2012 | União Sousense        | 0:2                     | SC Coimbrões             |
| 16.09.2012 | Vilaverdense FC       | 2:1                     | FC Felgueiras 1932       |
| 16.09.2012 | Desportivo de Monção  | 0:1 n. V.               | Eléctrico Ponte de Sor   |
| 16.09.2012 | Santa Maria FC        | 1:1 n. V. (4:5 i. E.)   | CD Pinhalnovense         |
| 16.09.2012 | SC Mirandela          | 1:0                     | SL Cartaxo               |
| 16.09.2012 | FC Pedras Rubras      | 4:0                     | Marítimo Graziosa        |
| 16.09.2012 | Atlético Reguengos    | 1:0                     | AD Grijó                 |
| 16.09.2012 | Aliados FC Lordelo    | 2:1 n. V.               | Sertanense FC            |
| 16.09.2012 | AD Oeiras             | 1:4 n. V.               | FC Oliveira Hospital     |
| 16.09.2012 | CD Fátima             | 4:1                     | Sporting Pombal          |
| 16.09.2012 | AC Vila Meã           | 2:3                     | ADRC Aguiar Beira        |
| 16.09.2012 | SC Lourinhanense      | 2:1 n. V.               | Louletano DC             |
| 16.09.2012 | SC Freamunde          | 1:0                     | SC Salgueiros            |
| 16.09.2012 | GD Chaves             | 0:2                     | FC Tirsense              |
| 16.09.2012 | CA Pêro Pinheiro      | 0:1                     | SU 1º Dezembro           |
| 16.09.2012 | Desportivo Aves       | 2:0                     | CD Estarreja             |
| 16.09.2012 | SC Covilhã            | 4:0                     | CD Cinfães               |
| 16.09.2012 | Vitória do Pico       | 0:3                     | Anadia FC                |
| 16.09.2012 | GD Ribeirão           | 6:0                     | União de Montemor        |
| 16.09.2012 | GD Sourense           | 0:0 n. V. (10:11 i. E.) | FC Pampilhosa            |
| 16.09.2012 | CF Benfica            | 1:2                     | AD Fafe                  |
| 16.09.2012 | SC Praiense           | 0:1                     | Gondomar SC              |
| 16.09.2012 | Académico de Viseu FC | 0:2                     | Portimonense SC          |
| 16.09.2012 | Casa Pia AC           | 0:1                     | FC Penafiel              |
| 14.10.2012 | FC Arouca             | 1:0                     | CD Trofense              |

## 3. Runde
Zu den 48 qualifizierten Teams aus der 2. Runde kamen die 16 Vereine der Primera Liga hinzu.
| Datum      |                       | Ergebnis              |                        |
| ---------- | --------------------- | --------------------- | ---------------------- |
| 18.10.2012 | SC Freamunde          | 0:4                   | Benfica Lissabon       |
| 19.10.2012 | Sporting Braga        | 3:0 n. V.             | Leixões SC             |
| 20.10.2012 | CCD Santa Eulália     | 0:1                   | FC Porto               |
| 20.10.2012 | Gondomar SC           | 0:2 n. V.             | Gil Vicente FC         |
| 20.10.2012 | SC Olhanense          | 3:0                   | SU 1º Dezembro         |
| 20.10.2012 | Naval 1º de Maio      | 1:3 n. V.             | FC Arouca              |
| 20.10.2012 | SC Beira-Mar          | 0:0 n. V. (4:2 i. E.) | FC Penafiel            |
| 20.10.2012 | Vitória Setúbal       | 1:0                   | CD Tondela             |
| 21.10.2012 | AD Ponte da Barca     | 1:3                   | Académica de Coimbra   |
| 21.10.2012 | FC Oliveira Hospital  | 1:1 n. V. (4:2 i. E.) | GD Ribeirão            |
| 21.10.2012 | AD Limianos           | 0:1                   | GD Tourizense          |
| 21.10.2012 | GD Fabril do Barreiro | 3:1                   | Eléctrico Ponte de Sor |
| 21.10.2012 | FC Pampilhosa         | 5:5 n. V. (4:2 i. E.) | SC Covilhã             |
| 21.10.2012 | CD Pinhalnovense      | 0:3                   | SC Lourinhanense       |
| 21.10.2012 | CD Feirense           | 3:0                   | AD Fafe                |
| 21.10.2012 | FC Pedras Rubras      | 3:2 n. V.             | União Madeira          |
| 21.10.2012 | Anadia FC             | 2:5 n. V.             | Belenenses Lissabon    |
| 21.10.2012 | Desportivo Aves       | 3:1 n. V.             | FC Tirsense            |
| 21.10.2012 | Atlético Reguengos    | 0:1                   | SC Farense             |
| 21.10.2012 | ADRC Aguiar Beira     | 1:0 n. V.             | CF União de Lamas      |
| 21.10.2012 | SG Sacavenense        | 2:2 n. V. (2:3 i. E.) | União Leiria           |
| 21.10.2012 | Vitória Guimarães     | 6:1                   | Vilaverdense FC        |
| 21.10.2012 | CD Fátima             | 0:0 n. V. (3:4 i. E.) | SC Penalva Castelo     |
| 21.10.2012 | Nacional Funchal      | 4:0                   | SC Espinho             |
| 21.10.2012 | AD Nogueirense        | 1:3                   | CD Santa Clara         |
| 21.10.2012 | Varzim SC             | 1:1 n. V. (2:3 i. E.) | SC Mirandela           |
| 21.10.2012 | Aliados FC Lordelo    | 0:2                   | UD Oliveirense         |
| 21.10.2012 | Marítimo Funchal      | 2:1 n. V.             | AD Oliveirense         |
| 21.10.2012 | Rio Ave FC            | 2:1                   | Portimonense SC        |
| 21.10.2012 | GD Estoril Praia      | 1:2                   | FC Paços de Ferreira   |
| 21.10.2012 | Moreirense FC         | 3:2 n. V.             | Sporting Lissabon      |
| 02.12.2012 | Caldas SC             | 0:0 n. V. (2:4 i. E.) | SC Coimbrões           |

## 4. Runde
| Datum      |                      | Ergebnis              |                       |
| ---------- | -------------------- | --------------------- | --------------------- |
| 16.11.2012 | FC Pampilhosa        | 1:3                   | Sporting Braga        |
| 16.11.2012 | Moreirense FC        | 0:2                   | Benfica Lissabon      |
| 17.11.2012 | Nacional Funchal     | 0:3                   | FC Porto              |
| 17.11.2012 | ADRC Aguiar Beira    | 0:3                   | Marítimo Funchal      |
| 17.11.2012 | SC Farense           | 1:1 n. V. (4:5 i. E.) | SC Beira-Mar          |
| 18.11.2012 | UD Oliveirense       | 1:0                   | União Leiria          |
| 18.11.2012 | SC Lourinhanense     | 3:2                   | CD Feirense           |
| 18.11.2012 | FC Arouca            | 2:1 n. V.             | Rio Ave FC            |
| 18.11.2012 | GD Tourizense        | 1:0 n. V.             | CD Santa Clara        |
| 18.11.2012 | SC Mirandela         | 1:2 n. V.             | Gil Vicente FC        |
| 18.11.2012 | FC Oliveira Hospital | 0:2                   | GD Fabril do Barreiro |
| 18.11.2012 | FC Paços de Ferreira | 2:1                   | SC Olhanense          |
| 18.11.2012 | Belenenses Lissabon  | 3:0                   | FC Pedras Rubras      |
| 18.11.2012 | Académica de Coimbra | 1:0 n. V.             | SC Penalva Castelo    |
| 18.11.2012 | Vitória Setúbal      | 2:2 n. V. (3:5 i. E.) | Vitória Guimarães     |
| 12.12.2012 | Desportivo Aves      | 2:1                   | SC Coimbrões          |

## Achtelfinale
| Datum      |                      | Ergebnis              |                       |
| ---------- | -------------------- | --------------------- | --------------------- |
| 30.11.2012 | Sporting Braga       | 2:1                   | FC Porto              |
| 01.12.2012 | Académica de Coimbra | 3:0                   | GD Tourizense         |
| 02.12.2012 | FC Arouca            | 2:1                   | SC Beira-Mar          |
| 02.12.2012 | SC Lourinhanense     | 0:6                   | FC Paços de Ferreira  |
| 02.12.2012 | Gil Vicente FC       | 1:0                   | UD Oliveirense        |
| 02.12.2012 | Belenenses Lissabon  | 4:0                   | GD Fabril do Barreiro |
| 02.12.2012 | Marítimo Funchal     | 1:1 n. V. (4:5 i. E.) | Vitória Guimarães     |
| 02.01.2013 | Benfica Lissabon     | 6:0                   | Desportivo Aves       |

## Viertelfinale
| Datum      |                      | Ergebnis  |                     |
| ---------- | -------------------- | --------- | ------------------- |
| 16.01.2013 | Vitória Guimarães    | 2:1 n. V. | Sporting Braga      |
| 16.01.2013 | FC Paços de Ferreira | 2:1       | Gil Vicente FC      |
| 17.01.2013 | FC Arouca            | 1:4       | Belenenses Lissabon |
| 17.01.2013 | Académica de Coimbra | 0:4       | Benfica Lissabon    |

## Halbfinale
| Datum                   |                      | Gesamt |                   | Hinspiel | Rückspiel |
| ----------------------- | -------------------- | ------ | ----------------- | -------- | --------- |
| 30.01.2013 / 15.04.2013 | FC Paços de Ferreira | 1:3    | Benfica Lissabon  | 2:2      | 1:1       |
| 27.03.2013 / 17.04.2013 | Belenenses Lissabon  | 0:3    | Vitória Guimarães | 0:2      | 1:1       |

## Finale
| Paarung           | Benfica Lissabon – Vitória Guimarães |
| Ergebnis          | 1:2 (1:0) |
| Datum             | 26. Mai 2013 um 17:15 Uhr |
| Stadion           | Estádio Nacional, Oeiras |
| Zuschauer         | 36.850 |
| Schiedsrichter    | Jorge Sousa |
| Tore              | 1:0 Nicolás Gaitán (30.) 1:1 Hillal Soudani (79.) 1:2 Ricardo Pereira (81.) |
| Benfica Lissabon  | Artur Moraes, Maxi Pereira, Luisão , Ezequiel Garay, André Almeida, Eduardo Salvio, Nemanja Matić, Enzo Pérez (87. Pablo Aimar), Nicolás Gaitán (84. Rodrigo), Lima, Óscar Cardozo (70. Jonathan Urretaviscaya) Cheftrainer: Jorge Jesus            |
| Vitória Guimarães | Douglas – Kanú (64. Marco Matias), Paulo Oliveira, Issam El Adoua, David Addy – André André, Leonel Olímpio (77. João Ribeiro), Ricardo Pereira, Tiago Rodrigues – Hillal Soudani, Amido Baldé (90.+2' Mahamadou N’Diaye). Cheftrainer: Rui Vitória |
| Gelbe Karten      | Nemanja Matić, Enzo Pérez, Eduardo Salvio – Amido Baldé, David Addy |